# لئونارد ساسکیند
لئونارد ساسکیند (به انگلیسی: Leonard susskind) (زاده ۱۹۴۰ نیویورک) فیزیکدان برجسته آمریکاییست.
او استاد دانشگاه استنفورد است و در چند مبحث فیزیک نظری از جمله کرومودینامیک کوانتومی و اصل هولوگرافیک شهرت دارد.
او همچنین طرف پیروز در نبرد مشهور هاوکینگ-ساسکیند است.